# Blended Finance
La Blended Finance (parfois appelée Financement Mixte) est définie comme « l'utilisation stratégique de financement du développement et des fonds philanthropiques pour mobiliser les flux de capitaux privés vers les marchés émergents, engendrant des résultats positifs pour les investisseurs et les communautés touchées »,.

## Description
La Blended Finance a été conçue pour soutenir le progrès vers les objectifs de développement durable (ODD) énoncés par les Nations unies, en offrant la possibilité d'accroître le financement commercial pour les pays en développement et de canaliser ce financement vers des investissements ayant un impact sur le développement économique et social. Combler ces ODD nécessitera un investissement supplémentaire de USD 2 500[Quoi ?] milliards par an, et un investissement additionnel de USD 13 500[Quoi ?] milliards pour mettre en œuvre l'accord sur le climat COP21 de Paris. Le concept de Blended Finance a d'abord été reconnu comme une possible solution à combler cet écart de financement dans le document final de la troisième Conférence internationale sur le financement du développement en Juillet 2015.
Une étude menée par le Forum économique mondial a identifié 74 fonds et mécanismes communs représentant 25,4 milliards de dollars d'actifs de financement public-privés, avec les fonds impactant plus de 177 millions de vies, ce qui démontre le potentiel prometteur que le modèle de Blended Finance peut apporter[réf. souhaitée] pour combler l'écart de financement requis pour financer les objectifs de développement durable (ODD).
L'appellation Blended Finance implique le coinvestissement de fonds publics et privés à travers un plan d'investissement commun, où chaque partie emploie leur expertise de manière complémentaire. Le concept et le modèle a été développé au sein du ReDesigning Development Finance Initiative du Forum économique mondial.
Le terme Blended Finance est aujourd'hui souvent employé dans le monde du développement durable pour des projets impliquant des acteurs privés, publics et/ou philanthropiques. Comme le modèle date de juillet 2015, il faudra un certain temps avant de savoir si cette théorie prometteuse portera ses fruits.

## Principe et application
Les ressources nécessaires pour combler le déficit de financement pour répondre aux exigences des ODD ne peuvent pas être assurées seules par les ressources publiques (telles que l'aide publique au développement (APD)), et l'investissement privé sera indispensable pour accroître les efforts des institutions de financement du développement et des bailleurs de fonds philanthropiques. Seul un très faible pourcentage des actifs investis des banques, des fonds de pension, des assureurs, des fondations et les sociétés multinationales sont investis dans les secteurs et les régions qui contribuent au développement durable. 
Le défi actuel pour l'ère ODD est de trouver une façon de canaliser davantage ces ressources privées vers les secteurs et les pays au cœur des ODD. Dans un contexte où les ressources publiques sont soumises à une pression croissante, tandis que les flux privés vers les pays en développement augmentent de manière remarquable, le défi est de trouver un point de convergence de ces deux tendances. Blended Finance a été conçu pour alimenter une part significative de capitaux privés afin de soutenir les objectifs de développement.
Les investisseurs et les institutions commerciales sont manifestement attirés par les marchés émergents, et cette tendance va de pair avec les difficultés rencontrées par les bailleurs de fonds de développement qui font face à des contraintes financières considérables et un manque de capacité ou d’expertise dans la structuration des transactions ou offres d'approvisionnement. De plus, une volonté politique de collaboration publique-privée ciblée émerge, présentant une réelle opportunité pour les investisseurs à élaborer des stratégies plus efficaces pour gérer leur participation dans les marchés émergents. Comme le concept est nouveau, il faudra un certain temps pour vérifier si le modèle de Blended Finance peut en effet avoir un impact sur les défis des ODD[réf. souhaitée].
Selon les recherches, le modèle de Blended Finance contribuera aux ODD par:
- L'augmentation du capital investi par effet de levier: étend la portée du financement du développement et des fonds philanthropiques. Ceux-ci sont utilisés de manière stratégique pour soutenir de plus grands volumes de capitaux privés qui sont acheminés à des investissements ayant un impact important sur le développement.
- L'amélioration de l'impact: Les compétences, les connaissances et les ressources combinées des investisseurs publics et privés peuvent augmenter la portée et surtout l'efficacité des investissements liés au développement.
- L’atténuation des risques: Avec l'aide du secteur public et/ou philanthropique, les risques peuvent être gérés pour réaliser des rendements en ligne avec les attentes du marché, catalysant ainsi des fonds privés dans des projets de développement.

## Mécanismes de soutien
Les mécanismes de soutien ont été utilisées par les bailleurs de fonds de développement dans un contexte de Blended Finance pour attirer et soutenir les investisseurs du secteur privé par la gestion des risques et de réduire les coûts de transaction. 
Ces mécanismes fournissent généralement:
- Une assistance technique, de parfaire la capacité des entités émettrices et les coûts de transaction;
- Minimisation des risques, afin de protéger totalement ou partiellement l'investisseur contre le risque grâce à l'atténuation des risques;
- Incitatifs de marché, des paiements garantis soumis aux résultats, en échange d'un investissement initial dans des marchés nouveaux ou en difficulté.

## Plateformes deBlended Finance
Le Sustainable Development Investment Partnership et Convergence sont deux plates-formes qui mettent les concepts théoriques de Blended Finance à l'épreuve. Leur objectif est de réunir les acteurs publics et privés via une plateforme, reliant intérêts et ressources à des projets concrets. Ces deux plates-formes offrent un portefeuille de projets (entamés ou non), nécessitant une combinaison d’investissement publics et privés, élargissant la participation et l’impact des acteurs dans ces transactions.